# Frigil cellablanc
El frigil cellablanc (Melanodera melanodera) és un ocell de la família dels tràupids (Thraupidae).

## Hàbitat i distribució
Habita praderies humides i arbusts del sud de Xile i sud de l'Argentina, des de Santa Cruz cap al sud fins Terra del Foc. Illes Malvines.